# 柳葉馬利筋
柳葉馬利筋（學名：Asclepias tuberosa）生長在林地、乾燥或排水良好的土壤，分佈美國東部和南部。高約兩米，莖強健葉狹長，橙色小花以聚繖花序長在枝端，花蜜豐富。其汁液透明或綠色，不像其他有白漿的馬利筋。種子具絲狀絨毛以利傳播，可填充枕頭。

## 用途
嫩枝、根和幼果莢均可當蔬菜食用，花是天然的甜味劑。

## 文獻
- 世界藥用植物圖鑑 頁152，Lesley Bremness 著，貓頭鷹出版社 ISBN 978-986-7001-99-3